# پارک ملی گلیشر
پارک ملی گلیشر (به انگلیسی: Glacier National Park) یک پارک ملی در ایالت مونتانا در آمریکا است.
مساحت این پارک ۴۱۰۲ کیلومتر مربع است.
قسمتی از پارک در کشور کانادا قرار دارد.
شهرت پارک بیشتر بخاطر مناظر سر به فلک کشیده و یخچال‌های طبیعی آن است.

## نگارخانه

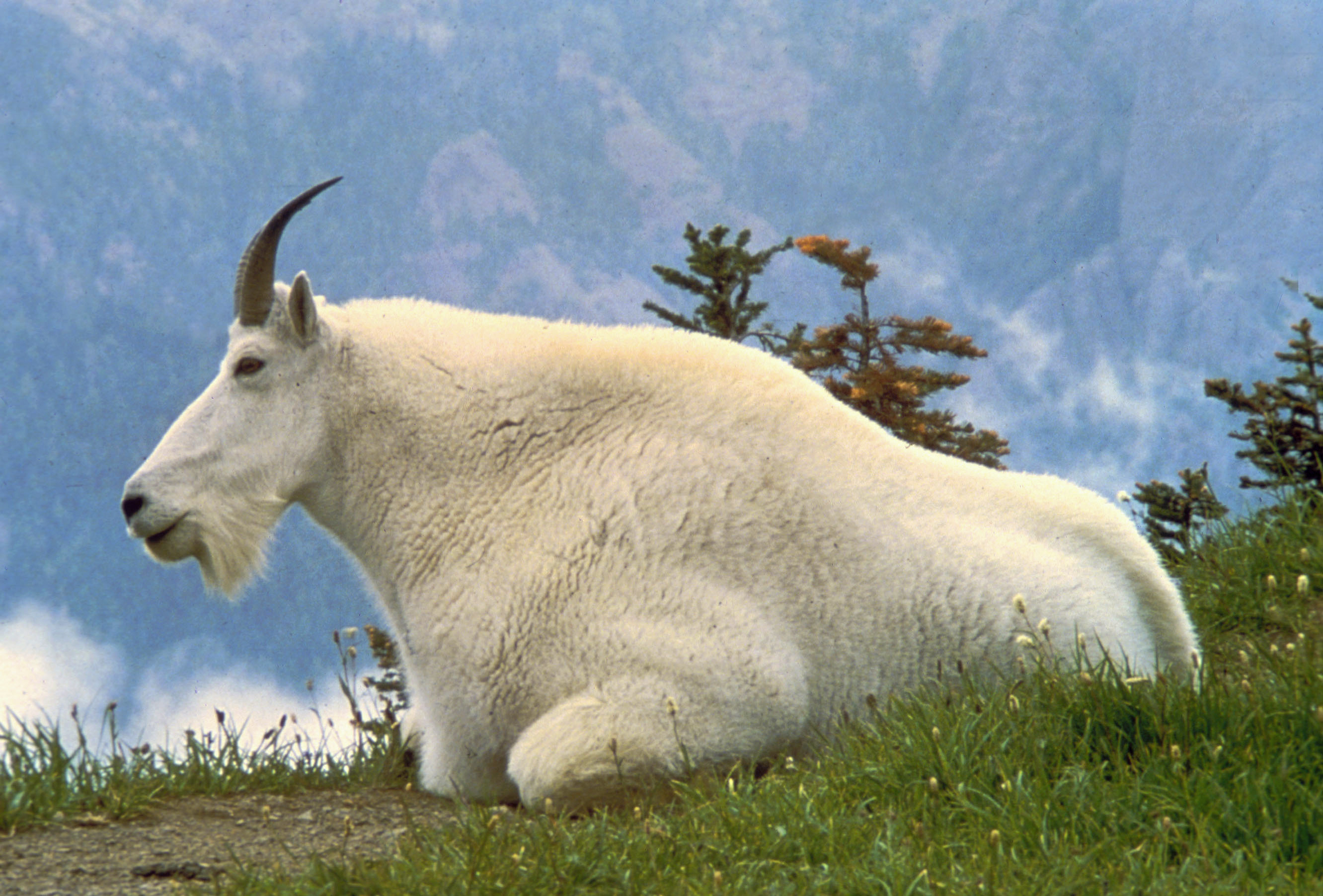
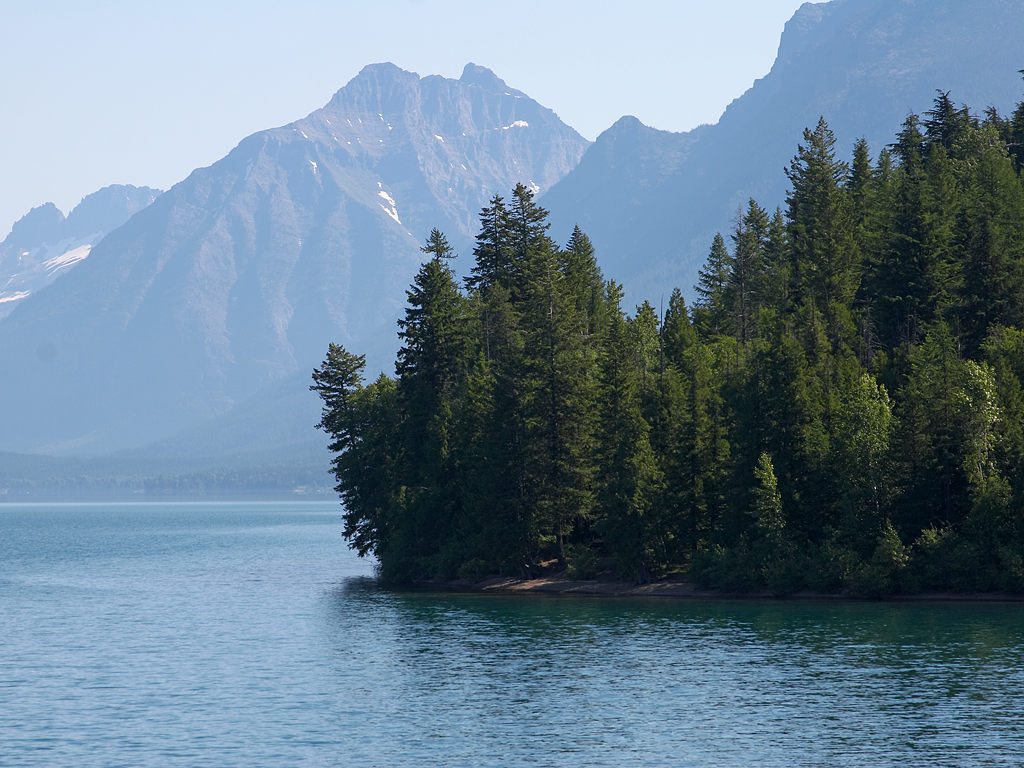
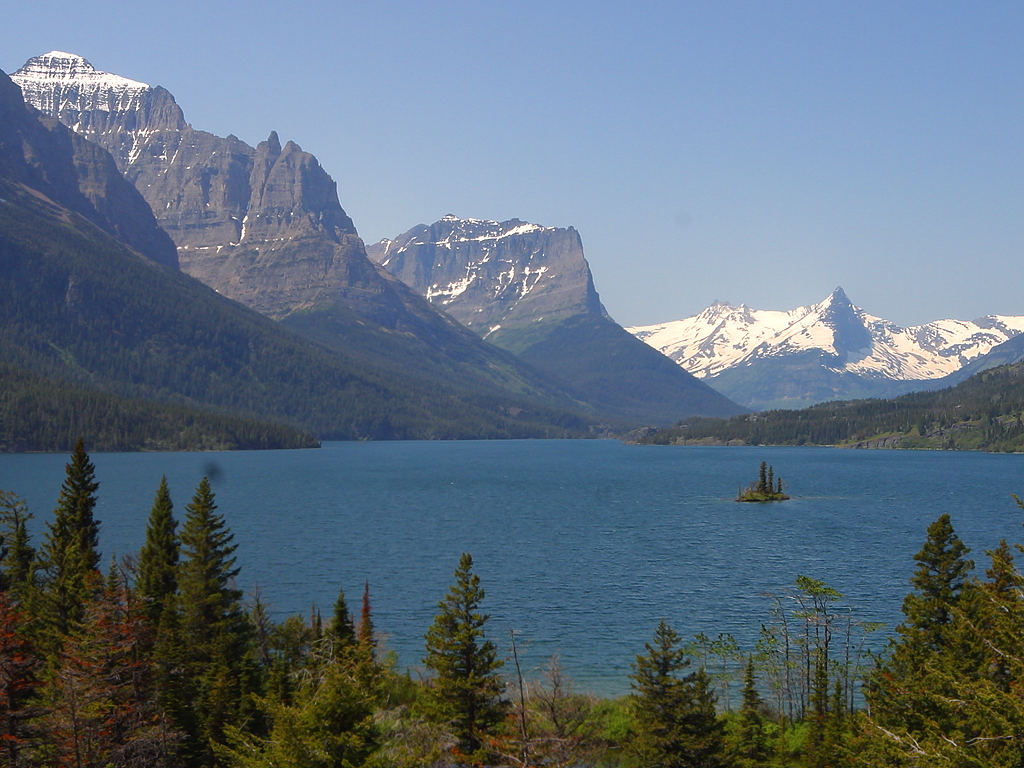
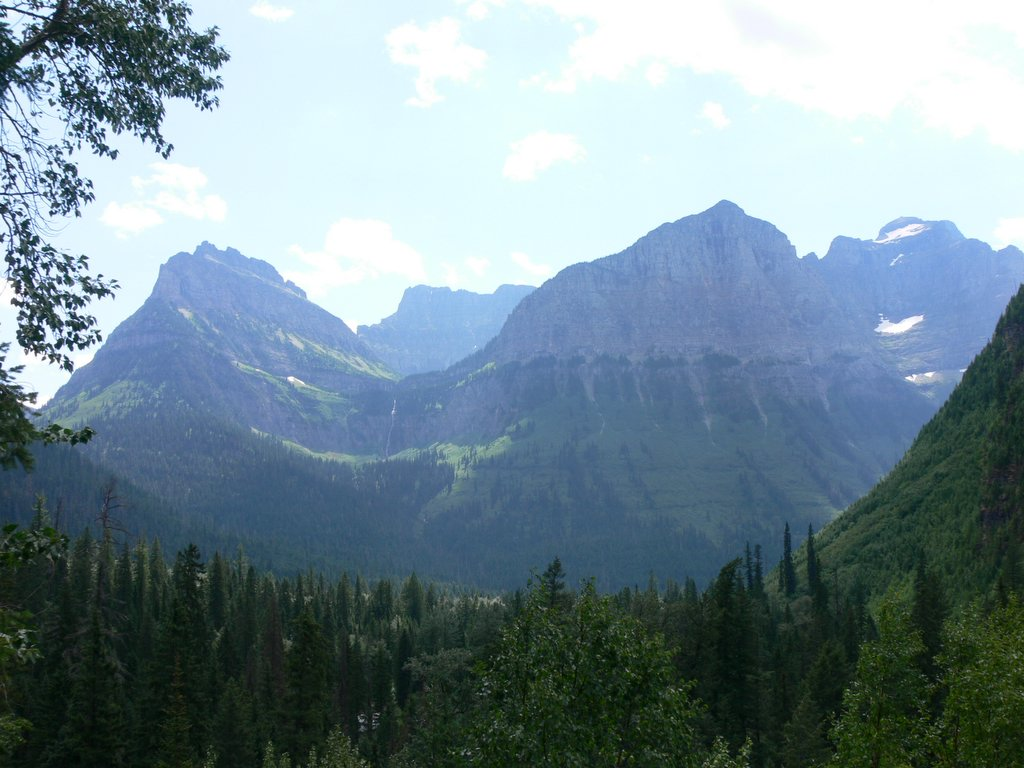